# Winnipeg
 Der er for få eller ingen kildehenvisninger i denne artikel, hvilket er et problem. Du kan hjælpe ved at angive troværdige kilder til de påstande, som fremføres i artiklen.

Winnipeg er en by i Canada med 749.607 (2021) indbyggere. Byen er hovedstad i Manitoba og benævnes ofte som "Porten til Vesten". Med sin beliggenhed næsten midt i Nordamerika, hvor de vidtstrakte prærier findes, er byen et centrum for landbrug med blandt andet kornhandel. Klimatisk er byen præget af store udsving med konstant frost fra midt i november til langt hen i marts og sommertemperaturer ofte omkring 30 °C og af og til endnu højere.
Byens oprindelse daterer sig tilbage til 1738, hvor franskmændene opførte en forpost på stedet. Denne blev dog forladt igen, men forskellige andre forposter opførtes i området til støtte for handelen organiseret af Hudson's Bay Company. I begyndelsen af det 1800-tallet blev et fort beliggende tæt på det nuværende Winnipeg efterhånden det vigtigste i området. Her boede gennem en årrække handelskompagniets leder. Omkring 1870 var der en konflikt mellem Métis-indianerne i området og nybyggere, der kom østfra. I forlængelse fik Manitoba status af Canadas femte provins. I 1873 blev Winnipeg officielt registreret som by med postkontor oprettet få år senere.
Byen oplevede et stort økonomisk opsving i perioden fra 1890'erne til omkring 1920, hvor befolkningen steg fra 25.000 til over 200.000. En stor del af indvandrerne kom fra Østeuropa, og Winnipeg blev i 1903 hjemsted for den første uafhængige ukrainske kirke i Nordamerika. Kirken havde sit centrum i Blikdåsekatedralen og var ledet af ukraineren Cyril Genik. Forskellige forhold (herunder etableringen af Panamakanalen i 1914 og en stor strejke i 1919) medførte dog, at udviklingen stagnerede. Det store aktiekrak på New Yorks børs i 1929 ramte Winnipeg hårdt, og i 1937 måtte regeringen anmodes om økonomisk assistance. 
2. verdenskrig var med til at bringe byen på fode igen, og ved krigens afslutning var optimismen stor. Der blev bygget i stort omfang, men en stor oversvømmelse i 1950 satte en midlertidig stopper herfor. 70.000 mennesker måtte evakueres, og byen blev sat i undtagelsestilstand. Igen måtte der statslig hjælp til byen, som siden har udviklet sig meget. En plan fra 1971 har styret udviklingen af byggeriet, og byen fremstår i dag som en helhed.
Winnipeg er langt overvejende engelsk-sproget med et lille fransk-talende mindretal. Byen har et blomstrende erhvervs- og kulturliv med blandt andet flere festivaler. Blandt de mest kendte personer, der stammer fra byen, er musikeren Neil Young, der dog ikke er født i byen.
Navnet "Winnipeg" stammer fra cree-sproget og betyder "mudret vand". Navnet blev overtaget fra søen af samme navn, der dog ligger cirka  60 kilometer nord for byen.